# Tjernevo
Tjernevo (bulgariska: Чернево) är ett distrikt i Bulgarien.   Det ligger i kommunen Obsjtina Suvorovo och regionen Oblast Varna, i den östra delen av landet, 400 km öster om huvudstaden Sofia.
Trakten runt Tjernevo består till största delen av jordbruksmark. Runt Tjernevo är det ganska tätbefolkat, med 111 invånare per kvadratkilometer.